# 1. FC Normannia Gmünd
Der 1. FC Normannia Gmünd ist ein Fußballverein aus Schwäbisch Gmünd mit Abteilungen für weitere Sportarten. Die erste Fußballmannschaft des 1. FC Normannia Gmünd gehörte von 2004 bis 2012 sowie in der Spielzeit 2018/19 der Oberliga Baden-Württemberg an. 2023 kehrte sie über die Relegation wieder in diese zurück. Der Verein zählt 725 Mitglieder.

## Geschichte

### 1904 bis 1914
Der 1. FC Normannia wurde am 29. Juli 1904 als Zusammenschluss der beiden Schwäbisch Gmünder Vereine Alemannia und Fortuna gegründet. Als Patenverein zählen die Stuttgarter Kickers, die am 24. September 1904 als erster Verein in Gmünd antraten und dort mit 13:0 gewannen. In der Folgezeit wurde der Fußball in der traditionell vom Turnen geprägten Stadt sehr populär, allerdings befreite dies den jungen Club nicht von Finanzsorgen und Geldfragen, was beinahe zu einem frühen Ende geführt hätte. Zudem wuchs mit Vereinen wie Fortuna oder Suevia immer wieder Konkurrenz in der eigenen Stadt nach. 1909 konnte mit dem Gewinn der C-Klasse erstmals ein Aufstieg gefeiert werden. Der nächsthöheren B-Klasse gehörte Normannia bis 1914 an. Mit Kriegsbeginn 1914 ruhte auch in der Oberamtsstadt Gmünd das Vereinsleben. Von 111 Vereinsmitgliedern fielen 26 im Krieg.

### 1919 bis 1933
Der spätere Ehrenvorsitzende Hans Aich übernahm 1919 die Leitung des Vereins. Dringlichste Aufgabe war die Suche nach einer Spielstätte. Am 21. Februar 1919 genehmigte die Intendantur Stuttgart die Benutzung des Exerzierplatzes im Schwerzer für Fußballspiele. Dort steht noch heute das Normannia-Stadion. Bereits 1920 gelang mit dem Aufstieg in die A-Klasse, 1921 der Durchmarsch in die Kreisliga Württemberg, der zu diesem Zeitpunkt höchsten Spielklasse im deutschen Ligasystem. Nach sofortigem Abstieg konnte in der Befähigungsliga souverän der Titel errungen werden, jedoch blieb der Aufstieg aufgrund einer Ligareform der höchsten Spielklassen ausgesetzt. In den 1920er-Jahren gab es neben der Fußball- auch eine Leichtathletik- und eine Schwerathletik-Abteilung. 1929 folgte eine eigene Schwimmabteilung. 1932/33 spielte der Verein noch einmal in der höchsten Spielklasse. In Spielen gegen Vereine wie VfB Stuttgart, Stuttgarter Kickers oder Union Böckingen erspielte sich das Team aber lediglich zwei Pluspunkte und stieg deutlich wieder ab. Für die Spielzeit 1933/34 wurde Normannia der neuen Bezirksklasse zugeteilt.

### 1933 bis 1945
Überwiegend unaufbereitet ist die Geschichte des Vereins während der NS-Zeit. Für die jüdischen Mitglieder, wie z. B. den Hockey-Spieler Hugo Kahn oder den Förderer der Fußballmannschaft Ludwig Neumaier bedeutete dies das Ende im Verein. Mit der Eröffnung des Jahn-Sportplatzes erhielt der Verein ein modernisiertes Stadion, das vor 3.000 Zuschauer in einem Spiel gegen den VfR Aalen eingeweiht wurde. Im August 1934 erfolgte eine „von oben“ angeordnete Fusion mit dem 1. Sportverein Gmünd 1895 und dem Veloziped-Club Gmünd 1888. Außerdem wurde die Normannia durch das Verbot der DJK, die im Fußball ebenfalls eine hohe Zuschauergunst aufweisen konnte, von einer Konkurrenz in unmittelbarer Nachbarschaft befreit. Auch erfolgte die amtliche Umbenennung der Stadt zu „Schwäbisch Gmünd“.
Der Verein pendelte überwiegend zwischen Bezirks- und Kreisklasse, jedoch konnte der Spielbetrieb bis 1945 aufrechterhalten werden. Im letzten Jahr der Gauliga Württemberg wurde der 1. FC Normannia der höchsten Spielklasse zugeteilt.

### 1966 bis heute
1966 erreichte die Normannia als Württembergischer Meister die Aufstiegsspiele zur Regionalliga Süd – damals zweithöchste Spielklasse – scheiterte aber an FC 08 Villingen, Germania Forst und SV Oberkirch.
1972 scheiterte die Mannschaft im Halbfinale um die Deutsche Amateurmeisterschaft nur knapp am späteren Titelträger FSV Frankfurt.
1977 nahm die Normannia zum ersten Mal am DFB-Pokal teil. Dort besiegte man in der 1. Runde sensationell den Zweitligisten SC Fortuna Köln mit 2:0. Allerdings schied man in der nächsten Runde gegen die Amateure des FC Augsburg mit 1:2 aus.
Nach mehreren Jahren in den oberen Amateurligen Baden-Württembergs musste die Mannschaft 1994 in die achtklassige Bezirksliga Kocher-Rems absteigen. Dort blieb sie, bis im Jahr 2000 der Aufstieg in die Landesliga gelang.
Dort wurde Normannia auf Anhieb hinter der 2. Mannschaft des SSV Ulm 1846 Zweiter. Die nächste Saison, welche die Mannschaft als Meister abschloss und damit in die Verbandsliga aufstieg, war eine besondere für den Gmünder Fußball. Denn neben der Normannia spielten noch der TSB Schwäbisch Gmünd und der inzwischen aufgelöste FC Victoria Schwäbisch Gmünd in der Landesliga. Nach einem 6. Platz in der ersten Verbandsligasaison stieg die Normannia bereits im 2. Jahr in die Oberliga Baden-Württemberg auf – gemeinsam mit dem Lokalrivalen Heidenheimer SB.
Seit der Saison 2004/05 spielte die Normannia in der Oberliga Baden-Württemberg, wo sie sich mit einer Platzierung im Mittelfeld etablieren konnte. In der Saison 2007/2008 schielte sie sogar kurz auf einen möglichen Regionalliga-Aufstieg. Durchschnittlich kamen 250 Zuschauer zu den Spielen, bei Topspielen 500 und mehr.
In der Saison 2007/2008 nahm der Verein zum zweiten Mal am DFB-Pokal teil. Dort verlor er vor 4.500 Zuschauern in der Scholz Arena von Aalen mit 0:3 gegen den Bundesliga-Absteiger Alemannia Aachen. Mit 48 Punkten beendete man die Oberliga-Saison auf Platz 9.
Die Saison 2008/2009 schloss Normannia erneut mit 48 Punkten auf dem neunten Tabellenplatz ab. Nach sieben Jahren Tätigkeit verließ Erfolgstrainer Alexander Zorniger den Verein und wurde Co-Trainer von Markus Babbel beim Bundesligisten VfB Stuttgart. Der erst 20-jährige Mittelfeldspieler Dominik Kaiser wechselte zur TSG Hoffenheim II.
Die Saison 2009/2010 beendete Normannia auf Platz 7, spielte aber die beste Oberliga-Saison in seiner Geschichte. Trotz dieser Tatsache, und dass sogar eine bessere Platzierung leichtfertig verspielt wurde, musste Trainer Lothar Mattner nach nur einer Saison gehen und wechselte zum neuen Liga-Konkurrenten SSV Reutlingen. Gründe hierfür waren Differenzen mit dem Vorstand. Neuer Trainer wurde Helmut Dietterle, der unter anderem schon Trainer beim VfR Aalen und TSV Crailsheim war.
In der Saison 2010/11 verbesserten die Gmünder ihren Oberliga-Rekord erneut und beendeten die Runde auf Rang 5. Abermals verhinderte ein Negativlauf in der Mitte der Hinrunde ein besseres Abschneiden und parallel zum Vorjahr verließ am Ende der Spielzeit der bisherige Trainer Helmut Dietterle den Verein. Im Finale des WfV-Pokals unterlag Normannia dem Drittligisten 1. FC Heidenheim nur knapp mit 0:2, zuvor hatte man u. a. die Stuttgarter Kickers besiegt.
Am 20. Juni 2011 gab der Verein bekannt, dass ab der darauffolgenden Spielzeit (2011/12) Dieter Märkle Nachfolger auf der vakanten Position wird, welcher aber seinen Vertrag bei der Normannia nach Ende der Hinrunde im Dezember 2011 wieder auflöste, um Jugendtrainer beim FC Augsburg zu werden. Sein Nachfolger wurde ab Januar 2012 Rainer Kraft. Nach dem Abstieg spielt man seit 2012/13 in der Verbandsliga. Völlig überraschend stieg der FCN nach sieben Jahren als Tabellenvorletzter aus der Oberliga ab, der Verlust der Stammkräfte Stanislaus Bergheim (zum VfR Aalen) und Defensivstratege Mark Mangold (Karriereende) konnte zu keiner Zeit kompensiert werden.
In der Verbandsliga startete der Verein einen Neuanfang. Fußballpräsident Roland Zink übernahm die Verantwortung für den Abstieg, der auch die finanzielle Lage weiter verschärfte. Sein Nachfolger Heinz Eyrainer begann einen Neuaufbau, der die Konsolidierung zum Ziel hatte. Für Rainer Kraft, der für 10.000 Euro Abfindungsgebühr entlassen wurde, verpflichtete Normannia mit Ex-Spieler Patrick Widmann einen neuen Trainer. Der Etat der ersten Mannschaft wurde um 40 Prozent gesenkt, das Augenmerk liegt nun auf „Spielern mit Stallgeruch“, d. h. mit Verbindungen zum Verein. Durch eine große Spendenaktion im Herbst 2012, bei der 32.100 Euro eingenommen wurden, wurde die Pleite abgewendet. Normannia erreichte zum Saisonende Tabellenplatz 8. Die nächsten Spielzeiten verbrachte die Normannia in der Verbandsliga, ehe 2017 der Aufstieg in die Oberliga gelang, dem jedoch prompt der Wiederabstieg folgte. 2023 gelang der erneute Wiederaufstieg in die Oberliga Baden-Württemberg.

## Abteilungen
Folgende Abteilungen sind derzeit innerhalb des 1. FC Normannia Gmünd vorhanden:
- Fußball
- Radball
- Hockey
- Alte Normannen
- Turnen für Jedermann

### Abteilung Fußball
Die Abteilung Fußball besteht aus einer aktiven Herrenmannschaft (Oberliga Baden-Württemberg), 16 Jugendmannschaften (männlich), einer Frauenmannschaft und drei Mädchenmannschaften.
Historische Rivalen sind der Bundesligist 1. FC Heidenheim, der Kreisrivale und Viertligist VfR Aalen sowie der Stadtrivale TSB Schwäbisch Gmünd. Zudem wird nach dem Aufstieg in die Oberliga mit dem 1. Göppinger SV, aus der südlichen Nachbarstadt Göppingen, das sogenannte „Stauferderby“ gespielt.

## Spielstätte

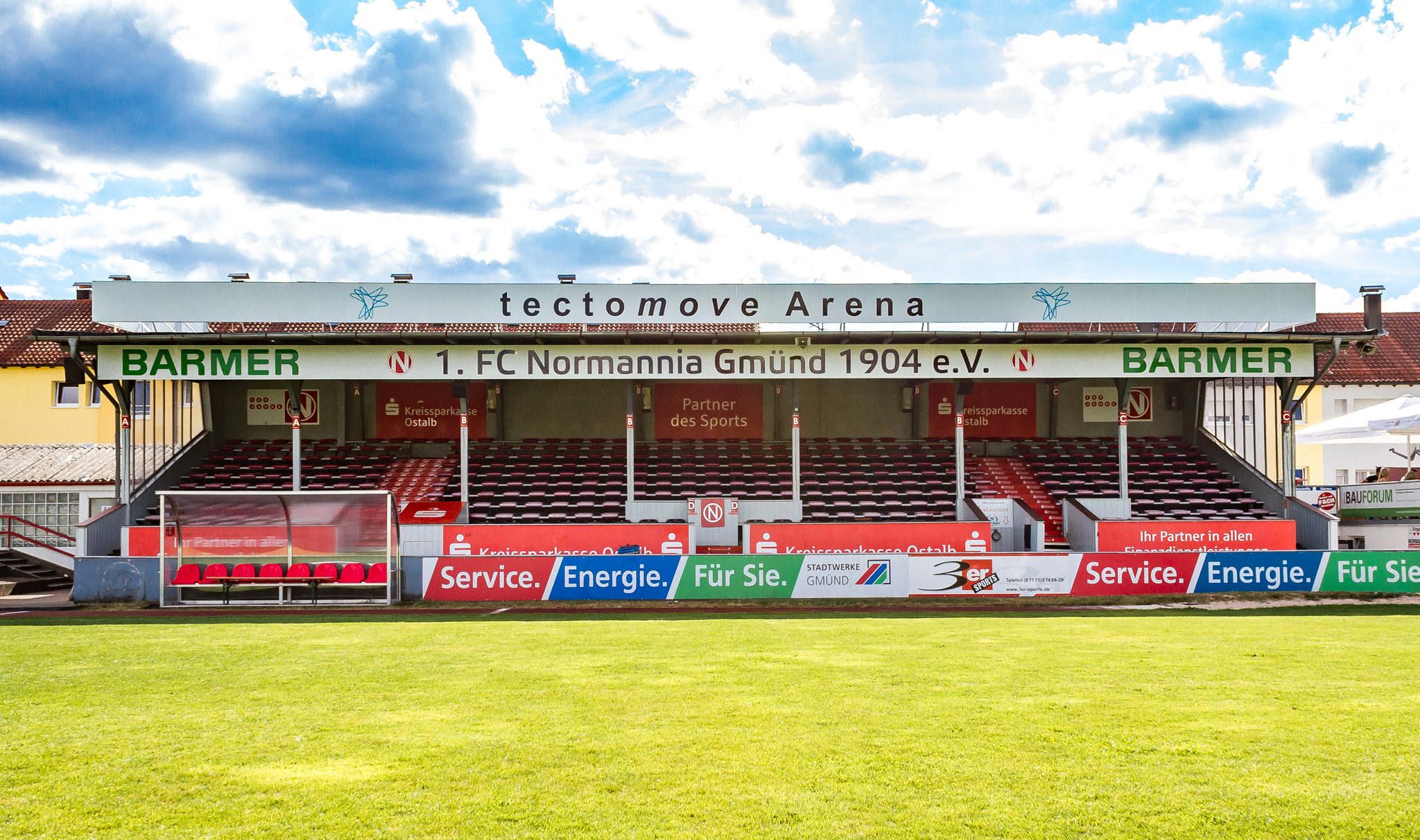
Haupttribüne

Spielstätte ist das 5000 Zuschauer fassende städtische Jahnstadion, das seit Beginn der Saison 2018/19 zunächst den Sponsorennamen tectomove-Arena trug und anschließend den Namen WWG-Sportpark. Die Sportstätte liegt westlich der Innenstadt zwischen Schwerzerallee, Silcherstraße, Goethestraße und Justinus-Kerner-Straße. Zum Stadion gehören eine überdachte Tribüne mit etwa 500 Sitzplätzen auf der Hauptseite, unter der sich die Vereinsgaststätte befindet. Angebaut ist das Barmer-Forum aus dem Jahr 2008. Auf Initiative der Fangruppe „Der 12.Mann“ entstand Anfang 2012 eine Anzeigetafel hinter dem Tor sowie im Sommer 2013 eine Überdachung auf der Gegengerade. Meist besuchen ca. 200 bis 300 Zuschauer die Heimspiele der ersten Mannschaft im Stadion.

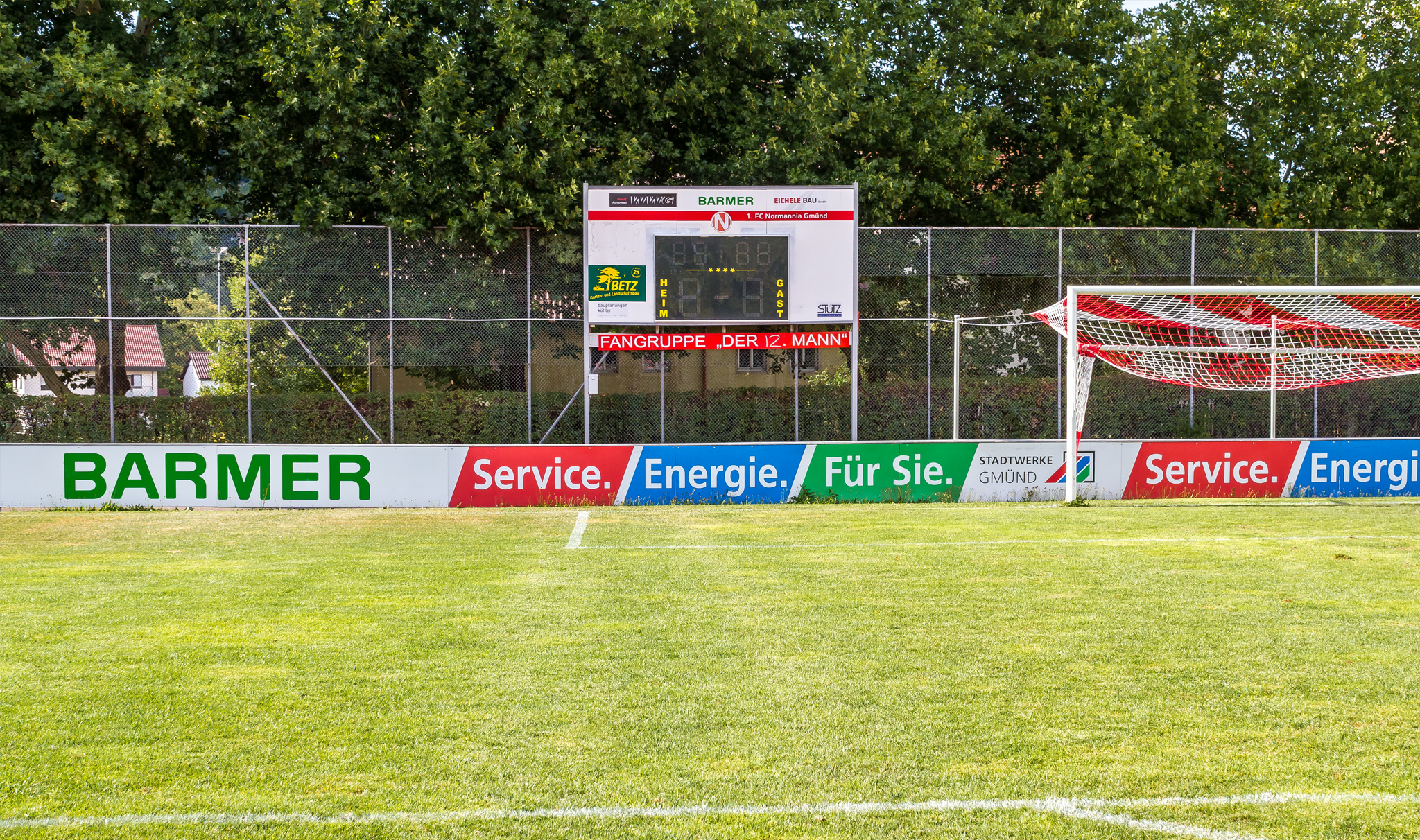
Anzeigetafel
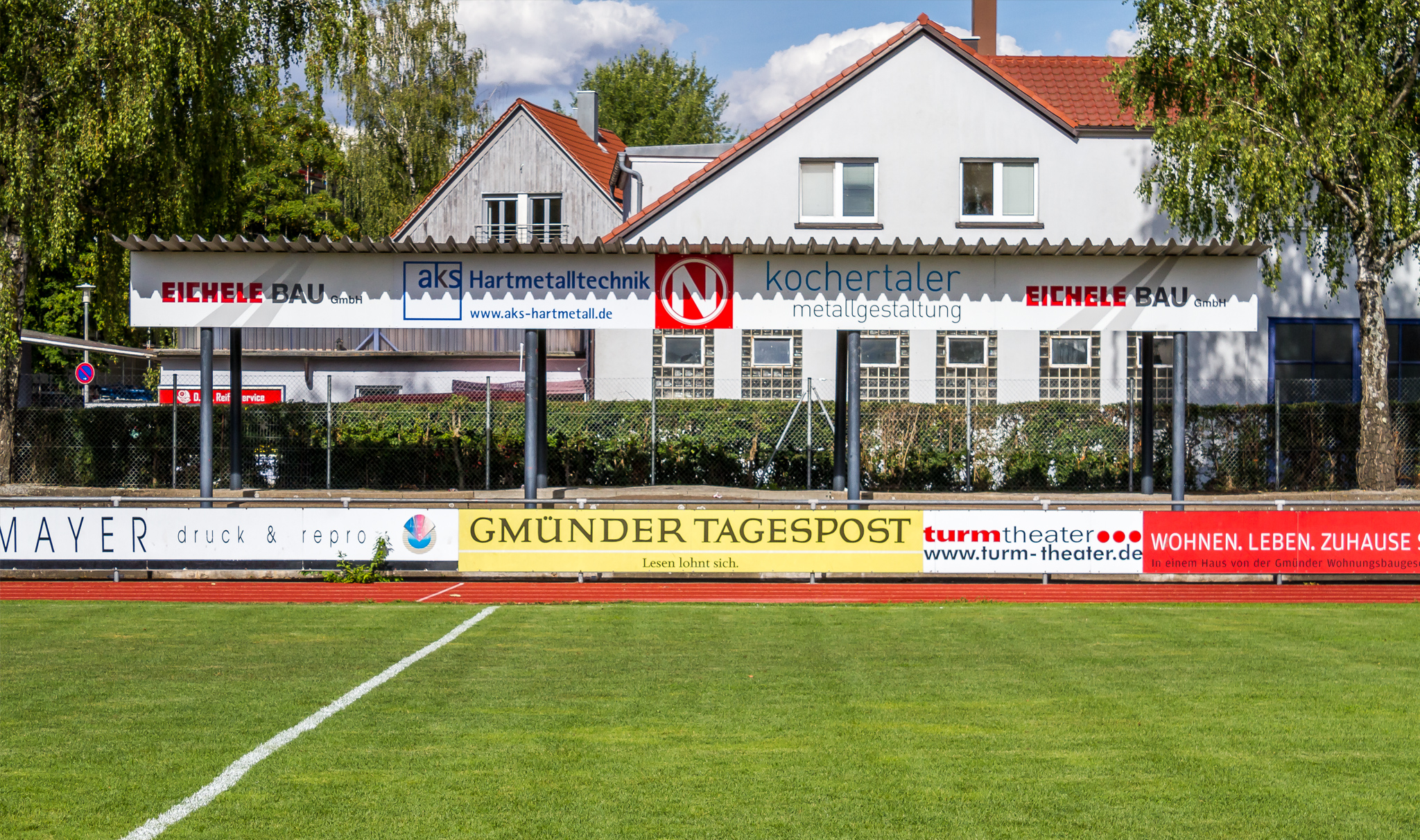
Überdachung der Gegengerade
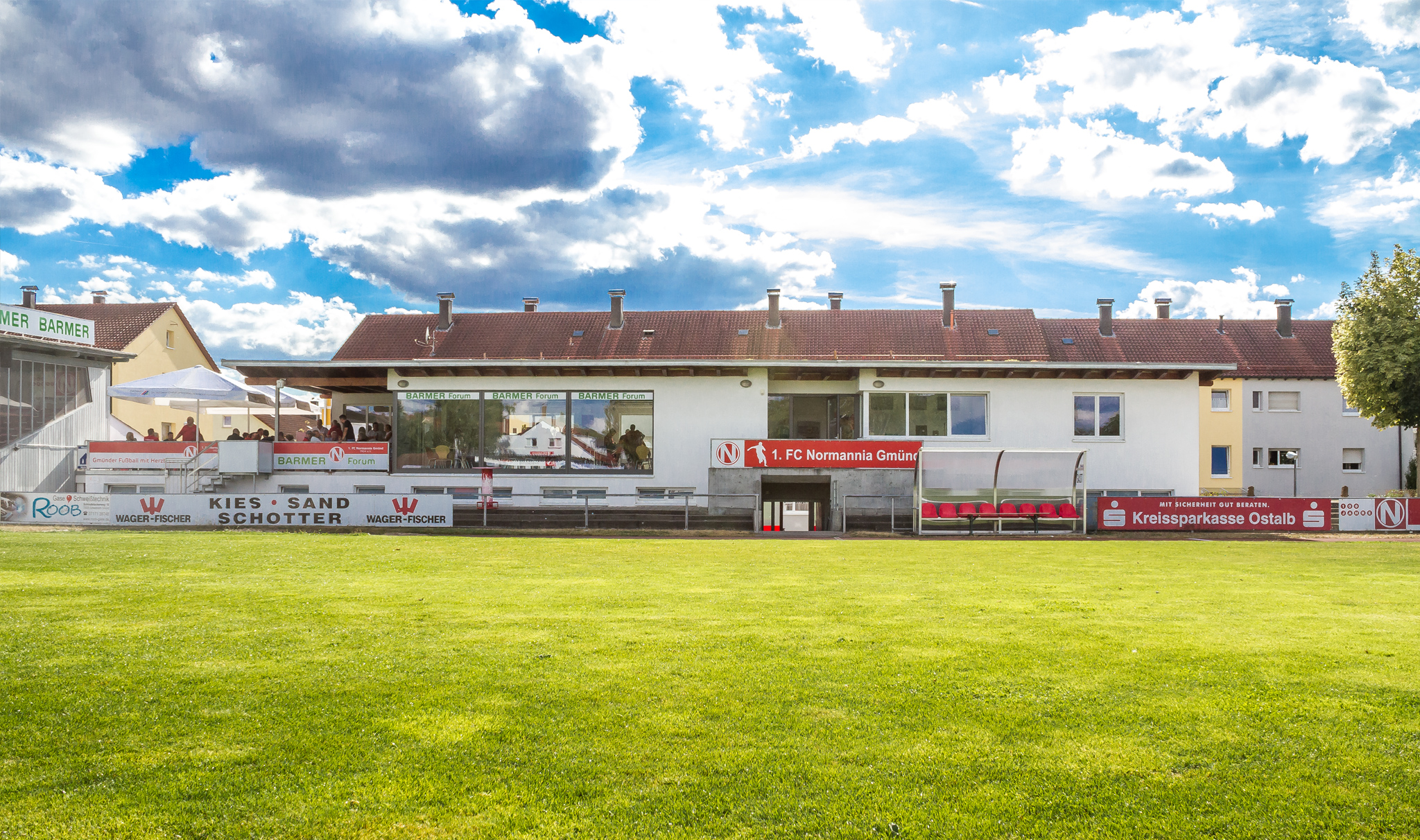
BARMER FORUM

## Erfolge
- Württembergischer Meister: 1966, 2011
- Meister Verbandsliga Württemberg: 2004, 2018
- WFV-Pokalsieger: 1950, 1977, 2007

## Bekannte Namen
- Giuseppe Catizone, ehemaliger Bundesligaspieler beim VfB Stuttgart (9 Einsätze), 2007–2017 bei der Normannia
- Achim Feifel, Sportlicher Leiter bei der Frauenmannschaft von Bayer Leverkusen
- Christian Gmünder, 2011–2012 Mittelfeldspieler beim FC Normannia
- Kim Kaller, ehemalige Bundesligaspielerin für den TSV Crailsheim
- Frank Kinkel, ehemaliger Bundesligaspieler bei SSV Ulm 1846, 2009/10 bei Normannia Gmünd
- Willi Kolb, ehemaliger Gewichtheber, Olympiateilnehmer 1956
- Anton Kugler, Trainer 1946–1948
- Fritz Millinger, Trainer 1972–1973, später u. a. Stuttgarter Kickers und VfB Stuttgart
- Matthias Morys, Spieler 2005/06
- Heinrich Nonner (1878–1970), Fußballpionier und Gründungsmitglied des DFB, nach dem Zweiten Weltkrieg Funktionär bei Normannia
- Horst Raubold, ehemaliger Bundesligaprofi bei TSV 1860 München, Spieler 1971–1973
- Dieter Renner, ehemaliger Trainer, Spieler 1970–1972
- Horst Schultz, Fußballspieler 1949/50
- Albert Sing, ehemaliger deutscher Nationalspieler und Trainer, Spielertrainer 1948/49
- Gunnar Weiß, von 1981 bis 1983 Profi beim VfB Stuttgart
- Alexander Zorniger, ehemaliger Trainer des Bundesligisten VfB Stuttgart
- Andreas Hofmann, ehemaliger Spieler des Zweitligisten VfR Aalen
- Dominik Kaiser, 2007–09 in der ersten Mannschaft des FCN, danach bei Hoffenheim (10 Bundesligaspiele) und RB Leipzig.
- Anna-Sophie Fliege, ehemalige Frauenbundesligaspielerin und Juniorennationalspielerin
- Andreas Mayer, Spieler 2017–2019
- Samuele di Benedetto, ehemaliger Jugendspieler